# Tipula (Sinotipula) commiscibilis
Tipula (Sinotipula) commiscibilis is een tweevleugelige uit de familie langpootmuggen (Tipulidae). De soort komt voor in het Nearctisch gebied.